# Arturo Cacciamani
Arturo Cacciamani (24 marzo 1933 – 3 ottobre 2020) è stato un cestista argentino.

## Carriera
Con l'Argentina ha disputato i Campionati mondiali del 1963.